# クレヴィル (カルヴァドス県)
クレヴィル（仏: Cléville）は、フランスのノルマンディー地域圏、カルヴァドス県に属するコミューン。住民はクレヴィレ（Clévillais）とかクレヴィレース（Clévillaises）と呼ばれる。

## 地理
県都カーンから東に20kmほどいった平野部にある。ディーヴ川が北西に流れており、クレヴィルからはドゥエ川、レソン川、フルベック川などの小川がそれにそそぐ。いくつかの村落が集まって一つのコミューンを形成する。北東でオト＝アン＝オージュと、南東でコルボンと、南でメリ＝コルボンと、南西でカントルーと、西でサン＝トゥーアン＝デュ＝メニル＝オジェと、北西でサン＝ピエール＝デュ＝ジョンケとそれぞれ接する。

## 行政
- 首長 - ジャン＝ピエール・ショヴェル（Jean-Pierre Chauvel、無所属、1989年から） 農夫

## 人口の推移[2]
| 1962年 | 1968年 | 1975年 | 1982年 | 1990年 | 1999年 | 2007年 |
| ------ | ------ | ------ | ------ | ------ | ------ | ------ |
| 257    | 223    | 215    | 242    | 298    | 269    | 335    |

## ゆかりの人物
- アレクサンドル・マルタン（1910年 - 1995年） 第二次世界大戦中のレジスタンス運動参加者
- ジャック・ペラン（1941年 - ） 俳優、映画プロデューサー